# 孫禎
孫禎（1459年—？），字文瑞，北直隸任丘縣（今河北省任丘市）人。明朝政治人物。

## 生平
弘治十一年（1498年）孫禎中式戊午科順天鄉試第八十三名舉人，弘治十二年（1499年），聯捷己未科倫文敘榜會試第一百十五名，三甲第七名進士。授兵科給事中，正德六年（1511年）三月升兵科左給事中，八月升禮科都，八年十月升山东布政司左参政，复除陕西左参政，十四年四月升山西行太仆寺卿，嘉靖四年（1525年）四月累官至陝西右布政使，进左布政使。八年正月考察。

## 家族
曾祖孫甫聚；祖孫芳，布政司照磨；父孫钟。母楊氏。具庆下。弟孫祺。